# 柳本吉久
柳本 吉久（やなぎもと/やないもと よしひさ）は、戦国時代の武将。富森越中とも呼ばれた。

## 概要
吉久は山城国淀北東の桂川沿いの富森を拠点とした富森氏の出身であり、柳本賢治の家臣として活動していた。吉久が柳本姓を名乗ったのは、賢治に吉久の家格を上昇させる目的があったためである。
大永7年（1527年）の桂川合戦直後から賢治の奏者を務めており、享禄2年（1529年）には木島正家や柳本治頼らとともに大和国に侵攻している。